# 에이브러햄 링컨과 노예제

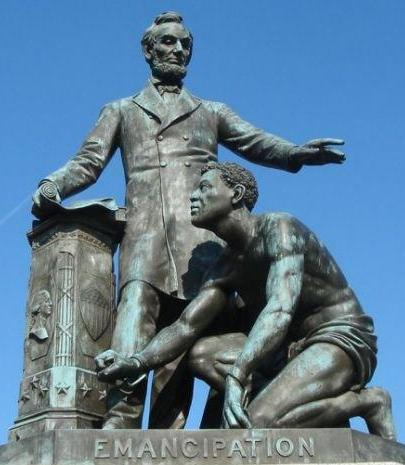
1876년 워싱턴 D.C.에 세워진 노예 해방 기념물 동상

에이브러햄 링컨의 미국의 노예제에 대한 입장은 그의 삶에서 가장 많이 논의되는 측면 중 하나이다. 링컨은 노예제에 대한 도덕적 반대를 자주 표명했다. 그는 "나는 본래 노예제에 반대한다. 노예제가 잘못이 아니라면, 아무것도 잘못된 것이 아니다"라고 말했다. "언제부터 그렇게 생각하고 느끼지 않았는지 기억할 수 없다." 그러나 노예제가 국가의 헌법적 틀과 국가 경제의 상당 부분에, 비록 미국 남부에만 집중되어 있었지만, 너무나 확고하게 뿌리내리고 있었기 때문에 그것에 대해 무엇을 할 것인지, 어떻게 끝낼 것인지에 대한 문제는 복잡하고 정치적으로 어려웠다. 또한 링컨이 다루어야 할 미해결 질문이 있었는데, 4백만 명의 노예가 해방되면 어떻게 될 것인가: 그들을 거의 항상 거부하거나 그들의 존재 자체를 경멸해 온 사회에서 어떻게 생계를 유지할 것인가.

## 링컨 정책의 진화
1850년대에 링컨은 노예 폐지론자로 비난받았다. 그러나 1860년에는 그가 충분히 노예 폐지론자가 아니라고 공격받았다: 웬델 필립스는 링컨이 당선되면 워싱턴 D.C.의 노예제를 끝낼지 말지 결정하는 데 4년을 낭비할 것이라고 비난했다. 많은 노예 폐지론자들은 노예 소유주의 죄악을 강조했지만, 링컨은 그러지 않았다. 링컨은 판단을 내리지 않는 경향이 있었다. 1854년 일리노이주 피오리아 연설에서 그는 "나는 남부 사람들에게 아무런 편견이 없다. 그들은 우리와 같은 상황에 있었다면 우리와 같았을 것이다. 만약 지금 그들 사이에 노예제가 존재하지 않는다면, 그들은 노예제를 도입하지 않을 것이다. 만약 지금 우리 사이에 노예제가 존재한다면, 우리는 즉시 그것을 포기하지 않을 것이다."라고 말했다. 1865년, 그의 두 번째 취임 연설에서 그는 "어떤 사람이 정당한 하나님의 도움을 받아 다른 사람의 얼굴에서 땀을 짜내어 빵을 얻으려고 감히 요청하는 것이 이상하게 보일 수도 있습니다(즉, 노예제로부터); 그러나 우리가 판단받지 않도록 판단하지 맙시다"라고 말했으며, "누구에게도 악의를 품지 말고", "모두에게 자비를 베풀라"고 촉구했다. 그럼에도 불구하고 링컨은 노예제라는 "범죄"에 대해 하나님께서 "북부와 남부 모두"를 심판하셨다고 시사했다.
링컨은 자신이 보기에 더 정치적으로 실용적인 목표에 집중했다: 새로운 서부 영토로의 노예제 확산을 막는 것, 이는 만약 일어난다면 새로운 노예주를 초래할 수 있고, 만약 막아진다면 결국 노예제의 종말을 가져올 것이었다. 그는 1840년대에 실패한 윌못 조항으로 영토에서 노예제를 제외하는 것을 지지했다. 그의 1850년대 활동은 그의 큰 경쟁자이자 일리노이 상원의원인 스티븐 A. 더글러스가 고안한 1854년 캔자스 네브래스카 법에 대한 반작용이었다. 이 법은 1820년 미주리 타협의 이전 법에서 급진적으로 벗어난 것이었다. 미주리 타협은 모든 새로운 주에서 36°30′ 평행선 이북 지역에서는 노예제를 금지했었다(미주리주 제외). 링컨은 노예제가 확산되도록 허용되면 자유 노동자들이 새로운 주에 정착하는 것을 막을 것이고, 그 결과 전체 국가가 곧 노예 소유주에게 더욱 지배될 것이라고 시사했다.
링컨이 당선된 후 남부 의회 의원들의 탈퇴로 인해 마침내 워싱턴 D.C.의 노예제를 폐지하는 것이 가능해졌다. 1862년 워싱턴 D.C. 유상 해방법은 노예 소유주들에게 연방 기금에서 지불되는 부분적인 보상을 제공했다. 링컨은 메릴랜드, 델라웨어, 켄터키, 미주리 등 경계주가 그렇게 하도록 설득하기를 바랐는데, 이는 그들이 남부 연합에 가담하기 위해 연방에서 탈퇴할 유인을 없앨 것이기 때문이었다. 그들의 탈퇴는 북부가 남북 전쟁에서 패하고 노예제가 계속 유지될 수도 있는 결과를 낳을 수 있었다.
1862년 9월 22일, 북부가 앤티텀 전투에서 중요한 승리를 거둘 때까지 기다린 링컨은 미국 헌법 제2조 2항이 "육군과 해군의 총사령관"으로서 대통령에게 부여한 권한을 사용하여 예비 노예 해방 선언을 발표했다. 이 선언은 1863년 1월 1일, 여전히 반란 상태에 있는 주에서 노예 상태의 사람들이 해방될 것이라고 명시했다. 1863년 1월 1일, 약속대로 그는 최종 노예 해방 선언을 발표했는데, 이 선언은 그날 "미국에 반란 중인 주 및 주의 일부 지역"에서 "노예로 붙잡혀 있던 모든 사람들은 이제부터 자유가 될 것이다"라고 선언했다. 이 선언은 즉시 수백만 명의 노예를 문서상으로는 해방시켰지만, 연방군이 주둔할 때까지는 실질적인 효과가 제한적이었다. 군대가 진격함에 따라 매주 더 많은 노예들이 해방되었다. 마지막 노예들은 "준틴스"(1865년 6월 19일)에 텍사스에서 해방되었으며, 이는 2021년 6월 17일에 연방 공휴일이 되었다.
링컨은 노예 해방 선언에서 자신이 "진정으로 정의로운 행위라고 믿었다"고 말했지만, 다른 어떤 근거로는 미국 헌법이 이를 허용하지 않을 것이라고 믿었기 때문에 "군사적 필요성"으로 이를 발표했다. 노예 해방 선언은 노예들을 해방시켜 남부의 노동력을 박탈하고, 그들이 "미국 군대에 편입될" 수 있도록 허용했기 때문에 전쟁 전술이었다. 링컨은 자신의 행동으로 인한 결과, 즉 국가 내에서의 인종 분열을 우려했다. 그럼에도 불구하고, 그는 두 번째 대통령 선거 운동에서 헌법 수정안을 통해 노예제를 영원히 폐지하겠다는 공약으로 출마했다.
마이클 린드에 따르면, 링컨은 그의 생애 대부분 동안 온건한 북부 주류 백인 우월주의자였으며 파나마, 아이티, 라이베리아와 같은 해외 흑인 식민지화를 지지했다. 헨리 클레이 시니어의 열렬한 추종자였던 그는 노예 제도가 없는 백인 전용의 미국을 구상했다. 그러나 주요 링컨 학자들은 링컨을 백인 우월주의자로 보지 않으며, 자발적 식민지화에 대한 그의 지지가 부분적으로는 인종차별주의적인 백인들에게 해방을 더 받아들일 수 있도록 하려는 의도였다고 본다. 그러나 에릭 포너는 "이 설명의 한 가지 문제는 링컨의 식민지화 옹호가 그의 대통령 재임 기간뿐만 아니라 노예 폐지론자 정치인으로서의 부상 이전부터 존재했다는 것이다"라고 썼다. 포너는 또한 "링컨을 포함한 많은 백인 미국인들에게 식민지화는 노예 폐지론자들의 급진주의와 미국이 영구적으로 절반은 노예, 절반은 자유 상태로 존재하는 전망 사이의 중간 지점을 나타냈다"고 썼다.
생애 후반까지 링컨은 흑인들에게 인간의 권리, 즉 독립선언서에 명시된 권리(생명, 자유, 행복 추구권)와 스스로 일한 빵을 먹을 자연권을 원했지만, 투표권과 같은 시민권은 "그들 자신의 땅"에서만, 즉 자발적 식민지화에 따라 이주할 해외의 그들 자신의 땅에서만 원했다. 그러나 생애 마지막 몇 년 동안 링컨의 견해는 바뀌었다. 1864년 3월, 루이지애나 주지사에게 보낸 편지에서 그리고 1865년 4월, 그의 마지막 공개 연설에서, 이는 그의 암살로 직접 이어졌는데, 링컨은 아프리카계 미국인을 위한 미국 내 투표권을 지지했다. 그는 그렇게 한 최초의 미국 대통령이었다.

## 초기
링컨은 1809년 2월 12일 켄터키주 하딘군의 노예주에서 태어났다. 그의 가족은 엄격한 도덕적 기준을 가지고 술, 춤, 노예제에 반대하는 침례교 분리파 교회에 다녔다. 가족은 오하이오강을 건너 노예제가 허용되지 않는 인디애나로 이주하여, 당시 페리 카운티였고 현재는 스펜서군 (인디애나주)에서 새로운 시작을 했다. 링컨은 나중에 이러한 이주가 "부분적으로는 노예제 때문이었지만" 주로 켄터키의 불분명한 토지 소유권 문제 때문이었다고 언급했다.
젊은 시절 그는 서쪽으로 자유주인 일리노이로 이주했다. 1838년 1월 27일, 그는 스프링필드 (일리노이주)의 청년 라이시움에 라이시움 연설을 했고, 연설에서 그는 노예제에 대해 이야기했다. 7주 전, 미주리주 세인트루이스 건너편 앨턴 (일리노이주)에서 폭도들이 강력한 반노예제 신문 편집자이자 장로교 목사인 일라이자 러브조이를 살해했다. "화난 폭도들이 러브조이를 살해했을 때 일리노이의 분위기는 노예제에 찬성했지만, 일리노이만이 아니었다. 1830년대 중반 코네티컷과 뉴욕 주 의회는 노예제가 미국 헌법에 의해 용인되었으며 어떤 주도 간섭할 권리가 없다는 결의안을 통과시켰다." 링컨 자신은 "우리는 노예 폐지 협회 결성을 강력히 반대한다... 노예에 대한 재산권은 신성하다... 연방 정부는 해당 지역 주민들의 동의 없이 워싱턴 D.C.에서 노예제를 폐지할 수 없다..."라고 명시된 결의안에 반대 투표한 일리노이 주 하원 의원 6명 중 한 명이었다. "6주 후, 그와 댄 스톤 하원 의원은 이 결의안 통과에 대한 항의를 제출했는데, 이는 강력한 반대 의견을 표명하는 데 거의 사용되지 않는 방식이었다."
1842년 링컨은 스프링필드 (일리노이주)에서 메리 토드와 결혼했다. 그녀는 켄터키주의 노예 소유주의 딸이었지만, 그녀 자신은 노예를 소유한 적이 없었고 성인이 되어서는 노예제에 반대하게 되었다.

## 1840년대~1850년대

### 법률 및 정치
미국 노예제 종식과 가장 밀접하게 관련된 지도자인 링컨은 1850년대에 공화당 (미국)의 등장과 함께 전국적인 명성을 얻었다. 공화당의 공식 입장은 자유가 "국가적"이며, 헌법의 직접적인 주권 아래 있는 모든 지역의 자연스러운 상태인 반면, 노예제는 "예외적"이고 지역적이라는 것이었다. 이전에는 휘그당 (미국)의 일원으로서 일리노이 주의회에서 링컨은 워싱턴 D.C.에서 노예제가 폐지되어서는 안 된다는 의회의 결의안 통과에 대한 서면 항의를 발표했다. 1841년, 그는 한 흑인 여성인 낸시 레긴스-코스틀리와 그녀의 자녀들을 대변하여 그녀가 이미 해방되었고 노예로 팔릴 수 없다고 주장하는 소송(Bailey 대 Cromwell)에서 승소했다.
링컨의 노예제에 대한 서면 견해 중 가장 초기 사례 중 하나는 텍사스 합병에 관한 링컨이 친구 윌리엄슨 덜리에게 1845년에 쓴 편지에서 나온다. 이 편지에서 링컨은 합병에 대해 아무런 입장을 취하지 않았지만, "합병으로 인해 일부 노예가 텍사스로 보내져 노예 생활을 계속할 수도 있고, 그렇지 않았다면 해방되었을 수도 있다는 것은 어느 정도 사실일 수 있다. 이것이 사실일수록, 나는 합병이 악이라고 생각한다."라고 덧붙였다. 그리고 그는 "자유주에 있는 우리가 주 연방과 아마도 자유 자체에 대한 최우선 의무는 (역설처럼 보일지라도) 다른 주의 노예제를 그대로 두는 것이라고 생각한다; 반면에, 우리는 노예제가 자연사하도록 방해하는 데 직간접적으로 절대 관여해서는 안 된다는 것, 즉 노예제가 더 이상 오래된 곳에서 존재할 수 없을 때 노예제가 살 새로운 장소를 찾는 것을 돕지 말아야 한다는 것도 마찬가지로 분명하다고 생각한다."라고 설명했다.
1845년, 그는 도망친 노예 존 호리(John Hauley)를 숨겨준 마빈 폰드(Marvin Pond)를 성공적으로 변호했다(People v. Pond). 1847년, 그는 도망친 노예들을 되찾으려는 노예 소유주(로버트 매트슨)를 대변하는 소송(Matson v. Ashmore et al. for the use of Bryant)에서 패소했다. 마이클 벌링게임은 "링컨이 매트슨을 대변하기로 동의한 것은... '링컨 전문가들을 가장 혼란스럽게 하는 깊은 미스터리'라고 불렸다..."라고 썼다. 벌링게임은 "그의 반노예제 신념에도 불구하고, 링컨은 매트슨 사건을 영국에서 '택시-랭크' 규칙이라고 알려진 원칙, 즉 변호사는 그들을 부르는 첫 고객을 받아들여야 한다는 원칙과, 변호사들이 법원 절차를 통해 질서 정연하게 분쟁을 해결하고 법과 판사가 정의를 보장할 것이라고 믿어야 한다는 당시 휘그당의 견해에 따라 수락했다"고 추측한다.
1846년부터 1848년까지 일리노이주 하원의원 재직 중, 링컨은 윌못 조항을 지지했다. 이 조항이 채택되었다면 멕시코로부터 획득한 미국 영토에서 노예제를 금지했을 것이다. 링컨은 노예 폐지론자 하원의원 조슈아 R. 기딩스와 협력하여 워싱턴 D.C.에서 노예제 폐지를 위한 법안을 작성했으며, 여기에는 소유주에 대한 보상, 도망 노예를 잡기 위한 집행, 그리고 이 문제에 대한 주민 투표가 포함되었다. (워싱턴 D.C.의 노예제는 링컨의 대통령 재임 기간 중인 1862년 남부 상원의원이 없을 때까지 폐지되지 않았다.)
1849년 의회를 떠난 후, 링컨은 대부분의 정치 활동을 법률 업무에 집중하기 위해 무시했다. 그는 1854년의 캔자스 네브래스카 법으로 인한 격렬한 논란으로 다시 정치에 뛰어들게 되었다. 이 법은 오랜 기간 지속된 미주리 타협을 뒤집고, 영토 주민들이 스스로 노예제 허용 여부를 결정할 수 있도록 허용했다. 링컨은 노예제에 도덕적으로 반대했으며, 노예제의 확장을 정치적으로 반대했다. 쟁점은 서부 영토로의 확장 문제였다. 1854년 10월 16일, 피오리아 연설에서 링컨은 노예제에 대한 반대 입장을 선언했으며, 이는 그가 대통령직을 추구하는 동안에도 반복되었다. 매우 강력한 목소리로 켄터키 억양을 사용하며 연설한 그는 캔자스-네브래스카 법의 "표면적인 무관심, 그러나 내가 생각하기에는 노예제 확산에 대한 은밀한 진정한 열정은 참을 수 없다. 나는 노예제 자체의 괴물 같은 불의 때문에 그것을 증오한다. 그것이 우리 공화국의 모범이 세상에 미칠 정당한 영향을 박탈하기 때문에 그것을 증오한다."라고 말했다.
드레드 스콧 대 샌드퍼드 사건에 대한 미국 대법원의 1857년 판결은 링컨을 경악하게 했다. 판결에서 대법원장 로저 토니는 흑인이 시민이 아니며 헌법으로부터 어떠한 권리도 얻을 수 없다고 판결했다. 또한 태니는 36°30′ 평행선 북쪽 영토에서 노예제를 금지했던 미주리 타협을, 노예 소유주의 재산권에 대한 제한으로서 미국 의회의 헌법상 권한을 초과한다고 하여 무효화했다. 태니는 드레드 스콧 판결이 남부 노예 소유주들에게 유리하게 노예제에 대한 모든 분쟁을 종결시키기를 바랐지만, 이 판결은 북부에서 더 큰 분노를 불러일으켰다. 링컨은 이를 노예 권력을 지지하기 위한 음모의 산물이라고 비난했으며, 드레드 스콧 판결이 캔자스 네브래스카 법과 함께 자유주로 노예제가 확산될 수 있게 할 것이라고 믿었다. 그는 이 판결이 독립선언서와 모순된다고 주장했으며, 건국의 아버지들이 모든 사람이 모든 면에서 동등하다고 믿지는 않았지만, 모든 사람이 "생명, 자유, 행복 추구권과 같은 특정 양도할 수 없는 권리에 있어서" 동등하다고 믿었다고 말했다. 링컨은 판결이 내려진 직후 연설에서 태니의 판결이 역사를 왜곡하고 국가의 건국 문서를 타락시켰다고 주장하며 처음으로 태니에게 반박했는데, 특히 태니가 흑인을 건국 과정에서 완전히 배제하려는 지지할 수 없는 노력을 고려할 때 더욱 그렇다고 했다.
특히 고향인 인디애나, 일리노이, 켄터키 주에서 흑인에 대한 인종 차별의 강도에 감명을 받은 링컨은 백인들이 흑인들을 미국에서 동등하게 살도록 결코 허용하지 않을 것이므로, 그들이 자발적으로 미국 밖의 나라, 이상적으로는 중앙아메리카나 카리브해로 이주하는 것이 더 나을 것이라고 결론 내렸다. 그는 서아프리카 연안의 라이베리아에 아메리카 흑인들을 식민지화하려는 목표를 가진 미국식민협회의 프로그램에 거의 믿음을 두지 않았다. 일리노이주 피오리아 연설에서 (링컨 자신이 사후에 필사한):b
링컨은 노예제를 신속하게 종식시킬 쉬운 방법을 찾는 데 장애물로서 그러한 과업의 엄청난 어려움을 지적했다.:c
 1858년 8월 토론에서 그는 다음과 같이 말했다:
만약 세상의 모든 권력이 내게 주어진다면, ... [내] 첫 번째 충동은 모든 노예를 해방하고 그들을 라이베리아, — 그들 자신의 고향으로 보내는 것이다. 그러나 잠시의 숙고는 (내가 생각하기에 이 점에 높은 희망이 있을지라도) 이것을 갑자기 실행하는 것은 불가능하다는 것을 나에게 확신시킬 것이다.
역사가 폴 에스코트(Paul Escott)에 따르면, 링컨은 자유 흑인에 대한 통제된 관리를 허용하는 점진적 해방 제도를 선호했다. 그럼에도 불구하고 링컨은 반노예제 유권자들을 강력한 정치 운동으로 결집시키는 데 중요한 역할을 했다.

### 조슈아 프라이 스피드에게 보낸 편지
1854년 링컨은 개인적인 친구이자 켄터키의 노예 소유주인 조슈아 프라이 스피드에게 편지를 썼다.
당신도 알다시피 나는 노예제를 싫어하고, 당신도 그것의 추상적인 잘못을 전적으로 인정한다.... 나는 또한 당신의 권리와 당신의 노예에 관한 헌법상의 나의 의무를 인정한다. 나는 가련한 생물들이 사냥당하고 잡혀서 다시 채찍질과 무보수 노동으로 끌려가는 것을 보는 것이 싫다는 것을 고백한다; 하지만 나는 입술을 깨물고 조용히 있다. 1841년, 당신과 나는 루이빌에서 세인트루이스까지 증기선을 타고 지루하고 저수위 여행을 함께 했다. 루이빌에서 오하이오 강 어귀까지 열댓 명의 노예들이 쇠사슬에 묶여 배에 타고 있었던 것을 당신도 기억하겠지만, 나도 잘 기억한다. 그 광경은 나에게 끊임없는 고통이었고, 오하이오강이나 다른 노예 경계를 만질 때마다 비슷한 것을 본다. 당신이 나에게 아무런 관심이 없다고 가정하는 것은 공평하지 않다. 그 일은 나를 비참하게 만들고, 계속해서 그렇게 만들 수 있는 힘을 가지고 있다. 오히려 당신은 북부 사람들의 대부분이 헌법과 연방에 대한 충성심을 유지하기 위해 얼마나 자신들의 감정을 억누르는지 이해해야 한다.... 흑인들의 억압을 혐오하는 사람이 어떻게 백인들의 계급을 비하하는 것을 지지할 수 있겠는가? 우리의 퇴폐는 상당히 빠르게 진행되는 것 같다. 우리는 "모든 인간은 평등하게 창조되었다"고 선언하며 국가를 시작했다. 이제 우리는 실제로 "모든 인간은 흑인을 제외하고는 평등하게 창조되었다"고 읽는다. 노나싱당이 통제권을 잡으면, "모든 인간은 흑인과 외국인, 그리고 가톨릭교도를 제외하고는 평등하게 창조되었다"고 읽을 것이다. 이렇게 되면 나는 차라리 자유를 사랑한다고 주장하지 않는 나라, 예를 들어 전제주의가 순수하게, 위선의 불순물 없이 받아들여지는 러시아로 이민을 가겠다.

### 링컨-더글러스 논쟁
링컨의 많은 공개적인 반노예제 감정은 미국 상원 의원직을 위한 링컨의 실패한 캠페인(일리노이 주 의회에서 결정됨) 동안 그의 상대인 스티븐 A. 더글러스와의 7번의 링컨-더글러스 논쟁에서 제시되었다. 더글러스는 "민중 주권"과 자치를 옹호했으며, 이는 영토 시민들에게 노예제 허용 여부를 결정할 권리를 부여할 것이었다. 더글러스는 링컨이 일관성이 없다고 비판하며, 일리노이주 북부는 노예제에 더 적대적이었고 일리노이주 남부는 그렇지 않았기 때문에 청중에게 어필하기 위해 노예제와 해방 흑인의 정치적 권리에 대한 메시지와 입장을 변경했다고 말했다.

링컨은 링컨-더글러스 논쟁의 첫 번째 토론에서 흑인들이 "생명, 자유, 행복 추구권"을 가지고 있다고 말하며 다음과 같이 주장했다. 
흑인이 독립선언서에 열거된 모든 자연권, 즉 생명, 자유, 행복 추구권을 가질 자격이 없는 세상의 이유는 없다. 나는 그들이 백인과 마찬가지로 이러한 권리를 가질 자격이 있다고 생각한다. 나는 더글러스 판사와 마찬가지로 그들이 여러 면에서 나와 동등하지 않다는 점에 동의한다. 확실히 피부색에서, 아마도 도덕적 또는 지적 능력에서도 그러할 것이다. 그러나 다른 누구의 허락 없이 자신의 손으로 번 빵을 먹을 권리에 있어서는, 그는 나와 동등하고 더글러스 판사와 동등하며, 살아있는 모든 인간과 동등하다."

 공개적으로 링컨은 1859년 9월 16일 오하이오주 콜럼버스에서:d 그리고 1858년 9월 18일 일리노이주 찰스턴에서 행한 연설에서 흑인 참정권을 옹호하지 않는다고 말하며 후자의 날짜에 다음과 같이 진술했다:
나는 백인과 흑인의 사회적, 정치적 평등을 어떤 식으로든 주장하는 데 찬성하지 않으며, 결코 찬성한 적이 없다[박수]. — 나는 흑인에게 투표권이나 배심원 자격을 부여하는 데 찬성하지 않으며, 결코 찬성한 적이 없으며, 공직을 맡을 자격을 부여하거나 백인과의 결혼을 허용하는 데도 찬성하지 않는다. 그리고 나는 여기에 덧붙여 백인과 흑인 사이에 육체적인 차이가 있으며, 이는 두 인종이 사회적, 정치적 평등의 조건으로 함께 사는 것을 영원히 금지할 것이라고 믿는다. 그리고 그들이 그렇게 살 수 없는 한, 그들이 함께 있는 동안에는 우월과 열등의 위치가 있어야 하며, 나는 다른 어떤 사람 못지않게 우월한 위치를 백인에게 부여하는 것을 선호한다. 나는 이 자리에서 백인이 우월한 위치를 가져야 한다고 해서 흑인에게 모든 것을 거부해야 한다고 생각하지는 않는다. 나는 흑인 여성을 노예로 원하지 않는다고 해서 반드시 아내로 원해야 한다고 이해하지 않는다. 내 이해는 내가 그녀를 그냥 내버려둘 수 있다는 것이다. 나는 이제 오십대인데, 노예나 아내로 흑인 여성을 가져본 적이 한 번도 없다.
이것은 링컨이 흑인을 너무 많이 선호한다고 더글러스가 비난했기 때문에 유권자를 얻기 위해 사용된 전략적 연설일 수도 있다.
1858년 10월 1일자 링컨의 단편은 프레더릭 오거스터스 로스의 노예제 지지 신학적 주장을 반박하며 다음과 같이 일부 언급하고 있다. "선한 것으로서 노예제는 놀랍도록 특이한데, 그 누구도 자신을 위해 선을 추구하지 않는 유일한 선한 것이다. 말도 안 돼! 늑대는 어린 양들을 삼키는데, 그것이 자신의 탐욕스러운 입에 좋아서가 아니라 어린 양들에게 좋기 때문이다!!!"

## 헌법적 주장
미국 헌법과 관련하여 정반대의 두 반노예제 입장이 나타났다. 개리슨주의자들은 이 문서가 노예제를 허용하고 보호하므로 즉각적인 해방을 위해 거부되어야 할 "지옥과의 협정"이라고 강조했다. 링컨은 헌법을 깊이 지지하고 이 입장을 거부했다. 대신 그는 새로운 공화당의 주류 반노예제 입장을 채택하고 홍보했다. 이 입장은 헌법이 노예제를 궁극적으로 종식시키는 데 사용될 수 있고 사용되어야 하지만, 헌법이 주 내에서 직접 노예제를 폐지할 국가 정부의 권한을 부여하지 않는다고 주장했다. 그러나 특이한 제도에 맞서 헌법을 공성추로 사용하는 장기 전략을 지지하는 여러 전술이 있었다. 첫째, 의회는 새로운 노예주의 승인을 막을 수 있었다. 이는 의회와 선거인단의 세력 균형을 자유에 유리하게 꾸준히 이동시킬 것이었다. 의회는 워싱턴 D.C.와 미국 영토에서 노예제를 폐지할 수 있었다. 의회는 통상조항을 사용하여 주간 노예 무역을 종식시켜, 경제적으로 침체된 남동부에서 성장하는 남서부로의 노예제의 꾸준한 이동을 무력화시킬 수 있었다. 의회는 자유 흑인을 완전한 시민으로 인정하고, 도망 노예가 잡혀 다시 속박당하는 것을 막기 위해 적법한 절차 권리를 주장할 수 있었다. 마지막으로, 정부는 후원 권한을 사용하여 전국적으로, 특히 경계주에서 반노예제 운동을 장려할 수 있었다. 친노예제 세력은 공화당의 전략이 급진적인 노예 폐지론보다 자신들의 대의에 훨씬 더 위험하다고 여겼고, 링컨의 당선은 탈퇴로 이어졌다. 실제로 공화당 전략은 남북 전쟁 동안 승리한 "노예 폐지의 구불구불한 길"을 그렸다.

## 1860년 공화당 대통령 후보 지명

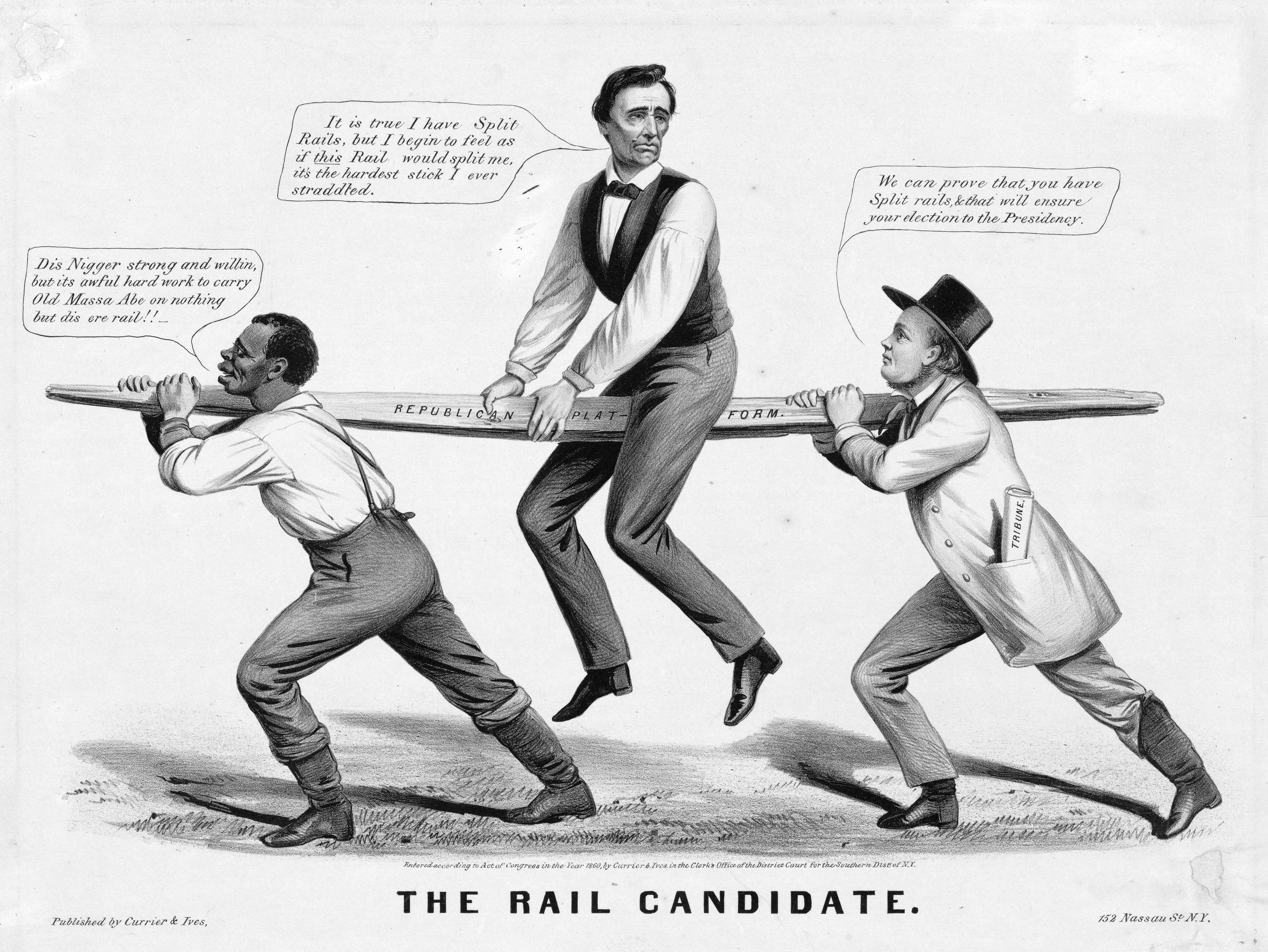
"철도 후보자": 링컨의 1860년 출마가 노예 문제(왼쪽의 노예)와 당 조직(오른쪽)에 의해 지지되고 있음을 묘사한다.

공화당은 노예제의 확장을 제한하는 데 전념했으며, 1860년 미국 대통령 선거에서의 승리는 남부 주들의 탈퇴를 촉발시켰다. 1860년 이전의 논쟁은 주로 서부 영토, 특히 캔자스 내전과 미국의 민중 주권 논란에 초점을 맞추었다.
링컨은 1860년 공화당 대통령 후보로 지명되었다. 링컨은 영토로의 노예제 확장에 반대했지만, 대부분의 급진적 노예 폐지론자를 포함한 거의 모든 미국인들과 마찬가지로, 연방 정부가 헌법에 의해 이미 노예제가 존재하는 주에서 노예제를 폐지하는 것이 금지되어 있다는 점에 동의했다. 그의 계획은 노예제의 확산을 막고, 점진적으로 노예제를 폐지하는 데 동의하는 주들의 노예 소유주들에게 금전적 보상을 제공하는 것이었다(유상 해방 참조). 그는 연방 정부의 도움으로 노예제가 "궁극적인 소멸"의 길을 가야 한다고 주장하는 공화당 내 온건파로 간주되었다.

## 1860년과 1861년 대통령 당선인 시절
1860년 미국 대통령 선거 이틀 후, 뉴욕 타임스는 링컨의 노예제에 대한 견해를 새로운 영토에서의 노예제 확장에 반대하고, 1850년 도망 노예법의 지원으로 남부에서의 지속을 수용하며, 워싱턴 D.C.에서의 노예제의 합법성을 유권자들에게 맡기는 것으로 요약했다. 신문은 "그는 흑인 참정권에 반대하며, 흑인을 백인과 사회적, 정치적 평등의 기반에 두려는 모든 것에 반대한다고 선언한다; 그러나 그는 흑인에게 헌법 아래에서 완전한 시민적, 개인적 권리의 평등을 주장한다."라고 요약했다.
1860년 12월 10일 라이먼 트럼불 상원의원에게 보낸 편지에서 링컨은 "노예제 확장 문제에 대해 타협은 없을 것이다."라고 썼다. 1860년 12월 15일 노스캐롤라이나의 존 A. 길머에게 보낸 편지에서, 곧 신문에 실린 이 편지에서 링컨은 북부와 남부 간의 "유일한 실질적인 차이점"은 "당신들은 노예제가 옳고 확장되어야 한다고 생각하고; 우리는 그것이 틀렸고 제한되어야 한다고 생각한다."라고 썼다. 링컨은 1860년 12월 22일 조지아의 알렉산더 H. 스티븐스에게 보낸 편지에서도 이 진술을 반복했다.
1860년 12월 15일, 켄터키주 상원의원 존 J. 크리텐든은 남부 연합 주들을 연방으로 되돌리도록 설득하기 위한 일련의 헌법 개정안인 크리텐든 타협을 제안했다. 대통령 당선인 링컨은 크리텐든 타협이 노예제 확대를 허용할 것이었기 때문에 즉각 거부하며 "우리가 헌법적 권리를 가진 이 정부를 차지할 특권을 사들이려는 것처럼 보이는 어떤 양보나 타협에도 동의하거나 친구들에게 동의하도록 조언하는 것보다 차라리 죽음을 택하겠다."라고 말했다.
1861년 2월 22일, 펜실베이니아주 필라델피아의 독립 기념관에서 열린 연설에서 링컨은 독립선언서에 표현된 정신에서 자신의 신념이 비롯되었음을 재확인했다.

## 대통령 재임 (1861~1865)

### 코윈 수정안
제안된 코윈 수정안은 링컨이 대통령이 되기 전에 의회에서 통과되었고 세 개 주에서 비준되었지만, 남북 전쟁이 시작되자 폐기되었다. 이 수정안은 역사가들이 연방 합의라고 부르는 것, 즉 헌법에 따라 연방 정부가 이미 존재하는 주에서 노예제를 폐지할 권한이 없다는 거의 보편적인 믿음을 재확인했을 것이다. 1861년 3월 4일 그의 첫 취임 연설에서 링컨은 자신이 수정안을 보지 못했고 일반적으로 수정안에 대해 입장을 취하지 않았지만, "그러한 조항이 이제 묵시적인 헌법법으로 간주되므로, 그것이 명시적이고 취소 불가능하게 되는 것에 반대하지 않는다."라고 설명했다. 코윈 수정안은 화해를 위한 늦은 시도였지만, 남부인들이 연방 합의를 위반하지 않는 다양한 반노예제 정책을 연방 정부가 채택하는 것을 막지 못할 것임을 알았기 때문에 실패할 수밖에 없었다. 가장 중요한 것은 코윈 수정안이 연방 영토로의 노예제 확장을 금지하려는 링컨의 계획에 간섭하지 않았을 것이라는 점인데, 이는 친노예제 파벌과 반노예제 파벌 간의 주요 쟁점 중 하나였다.

### 노예 해방에 대한 요구 구축
남북 전쟁은 1861년 4월에 시작되었고, 5월 말까지 링컨 행정부는 불충한 주에서 연방군 전선 안으로 들어온 도망 노예들을 돌려보내지 않는 정책을 승인했다. 그러한 노예들은 "전쟁 밀수품", 즉 "콘트라밴드"로 간주되었다. 1861년 8월 6일, 의회는 첫 번째 압수법을 통과시키면서 밀수품의 영구적인 몰수를 선언했고, 이틀 후 링컨의 전쟁부는 불충한 주 또는 소유주로부터 연방군 전선 안으로 들어온 모든 노예를 해방시키는 지침을 발표했다. 연말까지 수천 명의 노예들이 해방되었다.
경계주들을 멀리하지 않기 위해 링컨은 그의 장군들이 법의 문구를 따르도록 신중하게 노력했다. 그는 미주리 서부의 제임스 K. 레인(James K. Lane) 장군에게 그의 전선 안으로 자발적으로 들어온 불충한 주인들의 수천 명의 노예들을 해방하도록 장려했다. 그러나 미주리 동부에서는 존 C. 프리몬트 장군이 연방이 통제하지 않는 지역의 불충한 주인들의 노예들을 해방시키는 명령을 내리자, 링컨은 그 장군에게 그의 명령을 법에 따르도록 수정하라고 지시했다. 링컨은 레인을 준장으로 승진시켰지만, 나중에 프리몬트를 부패와 군사적 무능으로 해고했다. 미주리 서부에서는 링컨이 프리몬트를 노예 폐지론자 장군인 데이비드 헌터로 교체했다. 링컨이 법적 해방과 불법적 해방을 구분하기 위해 기울인 노력은 1862년 5월, 헌터가 "캐롤라이나, 조지아, 플로리다 해안"을 따라 그의 군대가 최근 점령한 지역을 대상으로 두 개의 해방 선언을 발표한 후 다시 확인되었다. 첫 번째 선언은 합법적이었으며, "최근 미국 적국에 의해 강제 노예 상태에 있었던 모든 유색인"을 해방했다. 두 번째 선언은 조지아, 플로리다, 사우스캐롤라이나의 모든 노예를 "단지 불충한 주인의 노예들만이 아니라 '영원히 자유'로 선언했다." 프리몬트의 선언처럼 그 두 번째 선언도 법을 넘어섰고, 링컨은 프리몬트의 선언과 마찬가지로 그것을 취소했다.
헌터의 해방 시도를 철회한 후, 링컨은 헌터가 자신의 지식이나 승인 없이 선언을 발표했으며, 반란 주에서 노예를 해방할 권한은 오직 대통령에게만 있으며 그의 장군들에게는 없다고 설명하는 성명을 발표했다. 그는 3월에 통과된 의회 결의안을 언급하며 결론을 맺었는데, 이 결의안은 자발적으로 노예제를 폐지할 의사가 있는 주를 지원하기 위해 연방 정부가 보상을 제공할 의도를 명시하고 모든 노예주들이 이를 실행할 계획을 세우도록 장려했다.
1861년 말까지 버지니아주 먼로 요새, 사우스캐롤라이나 연안의 시 제도, 미주리 서부에서 수만 명의 노예들이 연방군 전선으로 넘어오면서 해방되었다. 12월에는 링컨 행정부가 대통령과 여러 각료의 연례 보고서를 통해 해방 정책을 발표했다. 1월까지 링컨 자신은 어떠한 연방 기관도, 민간이든 군사이든, 도망 노예를 주인에게 합법적으로 돌려보낼 수 없다고 선언했다. 그 무렵 해방에 대한 더 급진적인 접근 방식에 대한 정서가 고조되었고, 7월에 의회는 대통령에게 반란 중인 모든 지역의 모든 노예를 해방시키는 더 일반적인 해방 선언을 발표할 권한을 부여했다. 링컨이 제2차 압수법으로 알려진 이 법에 서명한 며칠 후, 그는 자신의 노예 해방 선언이 될 첫 번째 버전을 작성했다.
헌법이 대통령의 전쟁 권한 하에서만 해방을 승인할 수 있었기 때문에, 노예 해방은 남부 반란을 진압하고 전쟁에서 승리하기 위한 수단으로서만 정당화될 수 있었다. 그 결과, 전쟁이 끝날 때까지 링컨은 전쟁의 목적이 연방의 회복이라고 주장했다. 남부 지도자들은 링컨을 "흑인 공화당원"이라고 낙인찍은 그들의 해방 정책이 분리주의자들이 줄곧 옳았다는 것을 증명하는 피에 굶주린 혁명가라고 비난했다. 한편 북부 민주당원들은 링컨과 공화당원들이 주장한 것처럼 해방이 "군사적 필요성"이 아니라고 부인했다. 그러나 링컨은 헌법이 주 내의 노예제를 인정했기 때문에 노예 해방의 유일한 헌법적 정당화는 군사적 필요성이라는 자신의 공식 입장에서 결코 벗어나지 않았다.
1862년 내내 링컨 행정부는 노예제에 대한 여러 직접적인 조치를 취했다. 4월 16일, 링컨은 워싱턴 D.C.에서 노예제를 폐지하는 워싱턴 D.C. 유상 해방법에 서명했다. 두 달 후인 6월 19일, 의회는 모든 연방 영토에서 노예제를 금지하여 링컨의 1860년 노예제 확산 금지 공약을 이행했다. 7월 17일, 의회는 두 번째 압수법을 통과시켰다. 초기 법은 연방군 전선으로 도망친 노예들의 최종 상태에 대해 어떠한 결정도 내리지 않았지만, 제2차 압수법은 반란에 참여하거나 지원한 사람들에게 속한 도망치거나 해방된 노예들은 "전쟁 포로로 간주되며, 영원히 노예 상태에서 자유로워지고 다시 노예로 붙잡히지 않을 것"이라고 명시했다. 이 법은 또한 군대에 있는 누구도 도망친 노예를 주인에게 돌려보내는 것을 금지했으며, 심지어 노예가 연방 노예주에서 도망쳤더라도 그러했다.

### 그릴리에게 보내는 편지
1862년 8월 22일, 링컨은 뉴욕 트리뷴의 호러스 그릴리가 쓴 "이천만 명의 기도"라는 제목의 사설에 대한 답변 편지를 발표했다. 이 사설에서 편집자는 왜 링컨이 제2차 압수법에 의해 권한이 부여되었음에도 아직 노예 해방 선언을 발표하지 않았는지 물었다. 링컨은 답변에서 "내 공식적인 의무에 대한 견해"—즉 대통령으로서 그의 공식적인 능력으로 할 수 있는 일—와 그의 개인적인 견해를 구분했다. 공식적으로 그는 무엇보다도 연방을 구해야 했다; 개인적으로 그는 모든 노예를 해방하고 싶었다:
나는 연방을 구할 것이다. 나는 헌법상 가장 짧은 길로 연방을 구할 것이다. 국가의 권위가 더 빨리 회복될수록, 연방은 "옛날 그대로의 연방"에 더 가까워질 것이다. 만약 노예제도까지 동시에 구하지 않으면 연방을 구하지 않을 사람들이 있다면, 나는 그들과 동의하지 않는다. 만약 노예제도를 동시에 파괴하지 않으면 연방을 구하지 않을 사람들이 있다면, 나는 그들과 동의하지 않는다. 이 투쟁에서 나의 최우선 목표는 연방을 구하는 것이며, 노예제를 구하거나 파괴하는 것이 아니다. 만약 어떤 노예도 해방하지 않고 연방을 구할 수 있다면 나는 그렇게 할 것이고, 모든 노예를 해방함으로써 연방을 구할 수 있다면 나는 그렇게 할 것이다. 그리고 일부를 해방하고 나머지를 그대로 둠으로써 연방을 구할 수 있다면 나는 또한 그렇게 할 것이다. 내가 노예제와 유색인종에 대해 하는 모든 일은 그것이 연방을 구하는 데 도움이 된다고 믿기 때문에 하는 것이며, 내가 삼가는 모든 일은 그것이 연방을 구하는 데 도움이 되지 않는다고 믿기 때문에 삼가는 것이다. 나는 오류로 밝혀지면 오류를 바로잡으려 노력할 것이며, 새로운 견해가 진실로 밝혀지는 대로 채택할 것이다.

나는 여기서 나의 공적인 의무에 대한 견해에 따라 나의 목적을 진술했다; 그리고 나는 모든 인간이 어디에서나 자유로워야 한다는 나의 거듭된 개인적인 소망을 수정할 의도는 없다.
링컨이 이 편지를 발표할 당시 그는 이미 자신이 언급한 세 가지 선택지 중 세 번째를 선택한 것처럼 보였다. 그는 1863년 1월 1일에 일부 노예만을 해방할 것이라고 발표할 예비 노예 해방 선언을 발표하기 위해 연방의 승리를 기다리고 있었다. 그럼에도 불구하고, "1862년 10월 중순부터 11월 중순까지 그는 루이지애나, 테네시, 아칸소에 개인 특사를 보냈다. 그의 특사들은 소식을 전했는데", "[시민들이] 최후 노예 해방 선언의 불만족스러운 조건을 피하고 옛 조건(즉, 노예제가 유지된 상태)으로 다시 평화를 원한다면, 그들은 모여들어 '미국 의회 의원 선거'에 투표해야 한다고 했다." 따라서 링컨은 그릴리에게 표현한 첫 번째 선택지, 즉 어떤 노예도 해방하지 않고 연방을 구하는 것을 배제하지 않았을 수도 있다.

### 노예 해방 선언

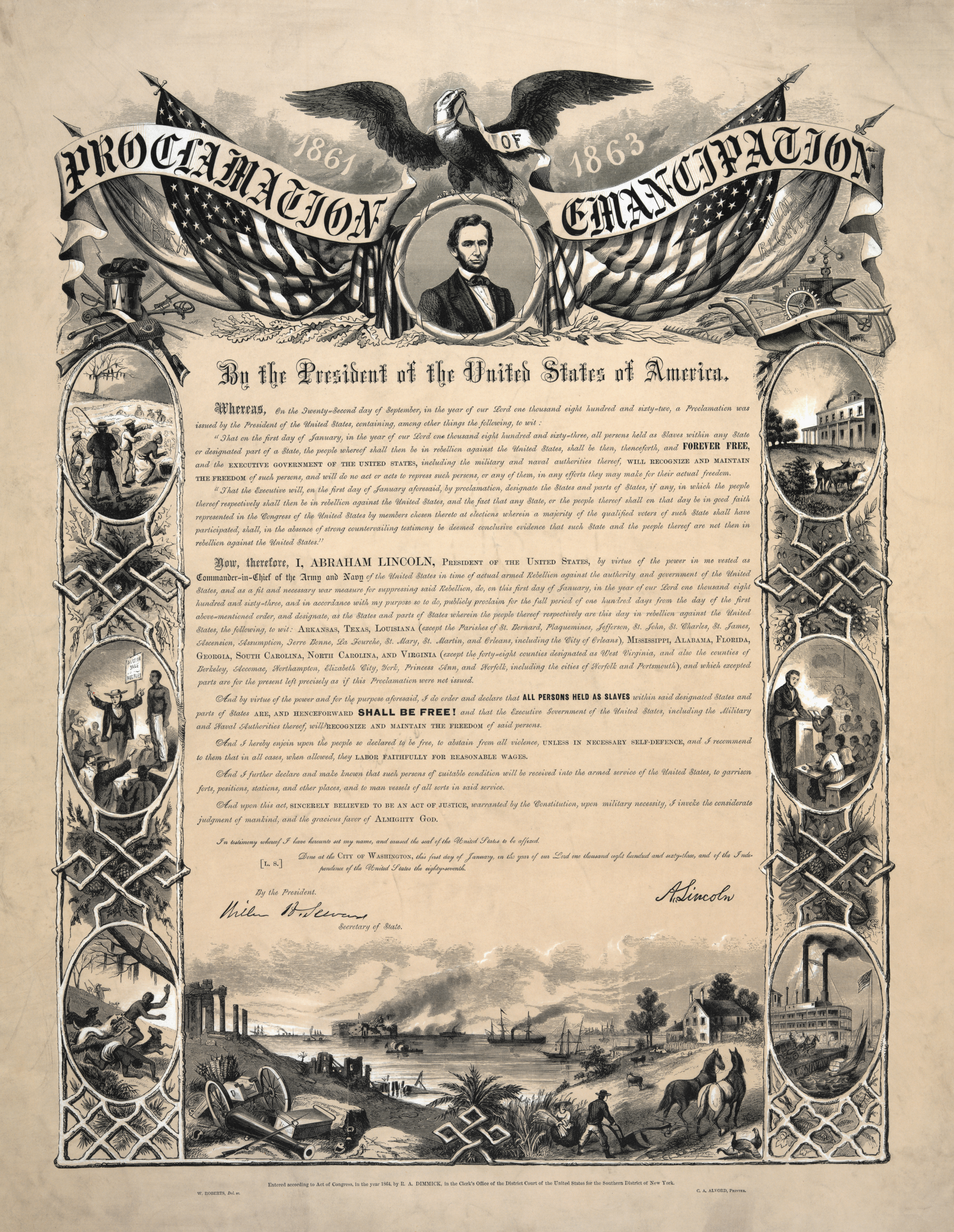
1864년 노예 해방 선언 복제품

1862년 9월 22일, 그릴리에게 편지를 쓴 지 정확히 한 달 후, 링컨은 그의 예비 노예 해방 선언을 발표했다. 이 선언은 1863년 1월 1일에 그가 전쟁 권한 하에 반란 중인 모든 주에 있는 모든 노예를 해방할 것이라고 발표했다. 링컨 학자 해럴드 홀저는 "그릴리는 모른 채, 링컨은 이미 예비 노예 해방 선언을 작성했으며, 다음 연방 군사 승리 후에 발표하기로 결정했다. 따라서 이 편지(그릴리에게 보낸 편지)는 사실 인도주의적 제스처로서 노예를 해방하는 것이 아니라 연방을 구한다는 관점에서 임박한 발표를 위치시키려는 시도였다. 그것은 링컨의 가장 능숙한 대중 관계 노력 중 하나였지만, 해방자로서 그의 진실성에 대해 오랫동안 의문을 제기하게 만들었다."라고 썼다. 역사가 리처드 스트리너는 "오랜 세월 동안" 링컨의 편지가 "링컨은 단지 연방을 구하려고 했다"는 식으로 오독되었다고 주장한다. 그러나 스트리너에 따르면, 링컨의 전체 경력과 노예제에 대한 발언의 맥락에서 볼 때, 이러한 해석은 틀렸다. 오히려 링컨은 연방의 대의에 결부시켜 임박한 해방 명령에 대한 북부의 강력한 백인 우월주의 반대를 완화시키고 있었다. 이 반대파는 연방을 위해 싸울 것이지만 노예제를 종식시키지는 않을 것이므로, 링컨은 그들에게 두 가지를 동시에 할 수 있는 수단과 동기를 제공했다. 2014년 저서 링컨의 도박에서 저널리스트이자 역사가인 토드 브루스터는 연방을 구하는 것을 그의 유일한 전쟁 목표로 재확인하려는 링컨의 열망이 실제로 해방에 대한 그의 법적 권한 주장에 결정적이었다고 주장했다. 노예제가 헌법에 의해 보호되었기 때문에, 그가 노예를 해방할 수 있는 유일한 방법은 전쟁 전술로서이지, 그 자체로가 아니었다. 그러나 그것은 전쟁이 끝나면 노예 해방의 정당성도 사라질 위험을 내포하고 있었다. 1862년 후반, 링컨은 그의 법무장관 에드워드 베이츠에게 전쟁 관련 해방 선언을 통해 해방된 노예들이 전쟁이 끝난 후 다시 노예화될 수 있는지에 대한 의견을 물었다. 베이츠는 답을 찾기 위해 드레드 스콧 판결의 문구를 자세히 검토해야 했지만, 결국 그들은 자유를 유지할 수 있다고 결론 내렸다. 그럼에도 불구하고, 노예제의 완전한 종식은 헌법 개정안을 필요로 할 것이었다.
그러나 헌법 수정안은 주의 4분의 3에 의해 비준되어야 한다. 노예주가 너무 많고 자유주가 충분하지 않아 헌법 수정안이 비준될 가능성이 없었으므로, 그는 노예 해방 선언을 발표할 준비를 하면서도 연방 정부가 주들에게 자체적으로 노예제를 폐지하도록 압력을 가하는 것을 더 쉽게 만들 수 있는 일련의 헌법 수정안을 제안했는데, 여기에는 보상, 점진적인 폐지 일정, 그리고 미국 밖으로 자발적으로 이주하려는 흑인에 대한 보조금이 포함되었다. 이들 헌법 수정안 중 어느 것도 통과에 근접하지 못했다. 그러나 1863년까지 링컨은 주들에게 노예제 폐지를 압박할 다른 방법들을 가지고 있었다. 충성스러운 주에서 충성스러운 주인으로부터 도망친 노예들을 돌려보내기를 거부하고, 충성스러운 주의 노예들을 해방을 약속하며 연방군에 입대시킴으로써, 링컨 행정부는 많은 남부 주에서 노예제를 체계적으로 약화시켰다.
링컨은 1861년 11월부터 경계 주들에게 노예제 폐지를 압박하기 시작했지만 성공하지 못했다. 1862년 그는 주들에게 스스로 노예제를 폐지하지 않으면 제도가 "전쟁의 우발적 사건"에 굴복하고 "단순한 마찰과 마모"로 인해 약화될 것이라고 경고하기 시작했다. 그러나 그 마모는 단순한 우발적 사건이 아니었다. 그것은 해방 정책이었다. 1863년 중반부터 링컨은 모든 노예 주들에 대한 압력을 강화했고, 1864년 초부터 그 정책은 효과를 보기 시작했다. 1864년 1월부터 1865년 1월 사이에 세 개의 노예 주가 노예제를 폐지했는데, 모두 연방 정부의 강력한 압력 하에서였다. 하원이 미국 수정 헌법 제13조를 주들에게 비준을 위해 보낼 때까지 자유주와 노예주의 비율은 27:9, 즉 필요한 4분의 3이었다.

### 웨스트버지니아
전쟁 초기, 연방에 충성하는 버지니아의 여러 카운티들이 버지니아 복원 정부를 구성하고 서부 버지니아의 일부를 새로운 주로 연방에 편입하기 위해 주 지위를 신청했다. 링컨은 웨스트버지니아주가 주 지위의 조건으로 점진적 해방을 위한 헌법적 계획을 가질 것을 요구했다. 이에 웨스트버지니아는 윌리 수정안(Willey Amendment)을 통과시켰는데, 이는 "1863년 7월 4일 이후 이 주 경계 내에서 태어난 노예의 자녀는 자유인이 될 것이며; 위에 언급된 시점에 10세 미만인 이 주 내의 모든 노예는 21세가 되면 자유인이 될 것이며; 10세 이상 21세 미만인 모든 노예는 25세가 되면 자유인이 될 것이며; 어떤 노예도 영구 거주를 위해 이 주로 들어오는 것이 허용되지 않을 것"이라고 선언했다. 링컨은 이를 만족스럽게 여겼으며, "새로운 주의 승인은 그만큼의 노예 토지를 자유롭게 만들 것이며; 따라서 반란의 원인에 대한 확실하고 취소 불가능한 침해이다."라고 썼다. 웨스트버지니아는 1863년 6월 20일에 주 지위를 부여받았고, 전쟁이 끝나기 약 3개월 전인 1865년 2월 3일에 노예제를 완전히 폐지했다.

### 콘클링 서신
링컨은 이 과정에서 흑인 병사들이 수행한 역할을 높이 평가하게 되었다. 결국 약 18만 명의 흑인이 연방군에 복무했으며, 그들 중 상당수는 노예제를 폐지한 주 출신이었다. 그는 1년 후인 1863년 8월 26일 제임스 C. 콘클링에게 보낸 유려한 편지에서 자신의 감정을 명확히 밝혔다.
전쟁은 선언문 발표 이후에도 이전과 마찬가지로 우리에게 유리하게 진행되었다. 나는 다른 사람들의 의견을 알 수 있는 한, 우리에게 가장 중요한 성공을 안겨준 야전군의 일부 사령관들이 해방 정책과 유색인종 병력의 사용이 반란에 가해진 가장 큰 타격이라고 믿고 있음을 잘 알고 있다. 그리고 이러한 중요한 성공 중 적어도 하나는 흑인 병사의 도움 없이는 그때 달성될 수 없었을 것이다. 이러한 견해를 가진 사령관들 중에는 소위 노예 폐지론이나 공화당 정치와 아무런 관계가 없었지만, 순전히 군사적 견해로 그것을 가지고 있는 사람들이 있다. 나는 이러한 견해들이 군사적 조치로서 해방과 흑인 무장이 현명하지 않으며, 그러한 의도로 진심으로 채택되지 않았다는 종종 제기되는 반대 의견에 대해 상당한 비중을 가질 자격이 있다고 생각한다.

당신은 흑인을 해방시키기 위해 싸우지 않을 것이라고 말한다. 그들 중 일부는 당신을 위해 싸울 의향이 있는 것 같다; 하지만 상관없다. 그렇다면 당신은 전적으로 연방을 구하기 위해 싸우라. 나는 당신이 연방을 구하는 데 도움을 주기 위해 선언문을 발표했다. 당신이 연방에 대한 모든 저항을 정복하면, 내가 계속 싸우라고 촉구한다면, 그때는 당신이 흑인을 해방시키기 위해 싸우지 않을 것이라고 선언하기에 적절한 때가 될 것이다.

나는 당신이 연방을 위해 투쟁할 때, 흑인들이 적을 돕는 것을 중단하는 만큼, 그것이 적의 당신에 대한 저항을 약화시킨다고 생각했다. 당신은 다르게 생각하는가? 나는 흑인들이 병사로서 할 수 있는 모든 일이, 연방을 구하는 데 백인 병사들이 해야 할 일을 그만큼 줄여준다고 생각했다. 당신에게는 다르게 보이는가? 그러나 흑인들도 다른 사람들과 마찬가지로 동기에 따라 행동한다. 우리가 그들을 위해 아무것도 하지 않는다면, 왜 그들이 우리를 위해 무엇이든 해야 하는가? 그들이 우리를 위해 목숨을 걸었다면, 가장 강력한 동기, 심지어 자유의 약속에 의해 촉발되었을 것이다. 그리고 약속은 지켜져야 한다.... [평화가 올 때], 침묵하는 혀, 꽉 다문 이빨, 흔들리지 않는 눈, 그리고 잘 균형 잡힌 총검으로 인류가 이 위대한 완성을 이루는 데 도움을 주었다고 기억할 수 있는 흑인들이 있을 것이다; 반면에, 내가 두렵건대, 악의에 찬 마음과 기만적인 말로 그것을 방해하려고 노력했다고 잊지 못하는 백인들도 있을 것이다.
콘클링 서신은 게티즈버그와 빅스버그에서의 두 차례의 위대한 연방 승리 다음 달인 1863년 8월 26일자였지만, 미국인들이 밀리컨스 벤드와 배터리 와그너 전투에서 흑인 병사들이 용감하게 싸웠다는 첫 보고서를 읽던 시기이기도 했다. 또한 1863년 여름에 링컨은 다양한 노예 주들이 스스로 노예제를 폐지하도록 압력을 강화하는 노력을 시작했다.
링컨은 1864년 앨버트 G. 호지스에게 보낸 편지에서 해방에 관한 자신의 입장과 행동의 변화를 다루었다. 그 편지에서 링컨은 노예제에 대한 도덕적 반대 입장을 밝히며 "나는 본래 노예제에 반대한다. 노예제가 잘못이 아니라면, 아무것도 잘못된 것이 아니다. 언제부터 그렇게 생각하고 느끼지 않았는지 기억할 수 없다. 그럼에도 불구하고 나는 대통령직이 나에게 이러한 판단과 감정에 따라 공식적으로 행동할 무제한적인 권리를 부여한다고 이해한 적이 없다."라고 썼다. 링컨은 이어서 군사적 해방과 흑인 병사의 입대가 연방 보존을 위해 필요하다고 결국 판단했으며, 이는 대통령으로서 그의 책임이었다.
1864년 11월 노예제 폐지를 공약으로 내세워 대통령 재선에 성공한 링컨과 그의 내각 몇몇은 하원에서 노예 폐지 수정안을 통과시키기 위해 지속적인 로비 활동에 착수했다. 미국 전역에서 노예제를 폐지하는 수정안은 전쟁 중 노예제를 폐지한 모든 주에 의해 비준되었으며, 1865년 12월 6일 헌법의 일부가 되었다.

### 재건
1863년 12월 8일, 링컨은 전쟁 권한을 사용하여 "사면 및 재건 선언"을 발표했는데, 이는 남부 주들이 노예제를 폐지하고 투표 인구의 10%로부터 충성 서약을 받으면 평화롭게 연방에 재가입할 기회를 제공했다. 전쟁이 끝나기 전에 루이지애나, 아칸소, 메릴랜드, 미주리,
테네시, 그리고 웨스트버지니아는 노예제를 폐지했다.  또한 연방에 충성하는 버지니아 복원 정부도 전쟁이 끝나기 전에 노예제를 폐지했다.
1864년 6월 28일, 링컨 대통령은 의회가 1850년 도망 노예법을 폐지하는 법안에 서명했다.
링컨은 1864년 미국 대통령 선거와 해방 없이 전쟁을 끝낼 수 있는 새로운 행정부의 가능성에 대해 걱정하기 시작하면서, 프레더릭 더글러스에게 의지했다. 더글러스에 따르면, 링컨은 "나는 당신이 노예들에게 [노예 해방 선언]을 알리고, 그들을 우리 전선 안으로 데려올 수단을 고안하기 시작하기를 바란다"고 말했다. 이는 잠재적인 다음 행정부가 취임하기 전에 해방을 기정 사실화하기 위함이었다.

### 수정 헌법 제13조
1864년 6월 연방당 대통령 후보 지명을 수락하면서 링컨은 처음으로 범죄에 대한 처벌을 제외하고는 노예제와 비자발적 노역을 즉시 폐지하는 미국 수정 헌법 제13조의 통과를 요구했다. 그는 수락 편지에서 이것이 전쟁의 "적절하고 필요한 결론"이 될 것이며 "자유와 연방"의 대의를 영구적으로 결합할 것이라고 썼다. 그는 11월에 이 공약으로 재선에 성공했고, 1864년 12월 링컨은 하원에서 수정안이 승인되도록 노력했다.
1865년 1월 31일 하원에서 수정 헌법 제13조가 통과되자 링컨은 법적 의무는 아니었지만 이 수정안에 서명했고, 다음 날 연설에서 "그는 노예 해방 선언을 발표함으로써 노예제를 뿌리 뽑기 위해 할 수 있는 모든 것을 주저하지 않았음을 모든 사람들이 증언할 것이라고 생각한다."라고 말했다. 그는 노예 해방 선언이 노예제 제거라는 과업을 완료하지 못했다고 지적했다. "그러나 이 수정안은 [노예제의] 모든 악에 대한 왕의 치료법이다."

### 두 번째 취임 연설
링컨은 노예제 폐지 헌법 수정안을 의회를 통과시킨 후 두 번째 임기를 시작했다. 그는 두 번째 취임 연설 내내 노예제에 대해 논하며, 노예제를 남북 전쟁의 원인일 뿐만 아니라 하느님에 대한 죄악으로서 하느님의 정당한 심판을 국가 전체에 불러왔다고 주장했다.
전체 인구의 8분의 1은 유색 노예였고, 연방 전역에 일반적으로 퍼져 있지 않고 남부에 집중되어 있었다. 이 노예들은 특이하고 강력한 이해관계를 형성했다. 모두가 이 이해관계가 어찌되었든 전쟁의 원인이라는 것을 알고 있었다.... 어떤 사람들이 다른 사람들의 얼굴에서 땀을 짜내어 빵을 얻기 위해 정의로운 하느님의 도움을 감히 요청하는 것이 이상하게 보일 수도 있다; 그러나 우리가 심판받지 않도록 심판하지 말자.... 전능하신 분은 자신의 목적을 가지고 계신다. "죄악으로 인해 세상에 화 있을진저! 죄악이 반드시 올 것이지만, 죄악이 오는 그 사람에게 화 있을진저!" [ 마태오의 복음서 18:7 ] 만약 우리가 미국 노예제가 하느님의 섭리 안에서 반드시 와야 했지만, 그분이 정하신 시간을 통해 지속되었으므로, 이제 그분이 제거하시기를 원하시고, 그분이 북부와 남부 모두에게 이 끔찍한 전쟁을, 죄악이 온 자들에게 마땅히 받아야 할 화로서 주신 것이라고 가정한다면.... 우리는 이 전쟁이라는 강력한 재앙이 빨리 사라지기를 간절히 바라고, 열렬히 기도한다. 그러나 만약 하느님께서 그것이 계속되기를 원하시고, 노예들의 이백오십 년 동안의 무보수 노동으로 쌓인 모든 부가 사라지고, 채찍으로 흘린 모든 피 한 방울이 칼로 흘린 다른 피 한 방울로 갚아질 때까지 계속되기를 원하신다면, 삼천 년 전에 말했듯이, 여전히 "주님의 심판은 모두 진실하고 의로우시도다."라고 말해야 할 것이다. [ 시편 19:9 ]

### 유상 해방: 노예 소유주를 매입
노예제를 폐지한 수정 헌법 제13조는 노예 소유주에게 어떠한 보상도 제공하지 않았지만, 이전에 링컨 대통령은 충성스러운 경계 주들에게 "유상 해방"에 동의하도록 수많은 제안을 했다. 어느 주도 동의하지 않았다. 유상 해방을 받을 수 있었던 유일한 지역은 워싱턴 D.C.였다. 워싱턴 D.C.는 연방 관할권에 있었기 때문에 의회는 워싱턴 D.C. 유상 해방법을 통과시킬 수 있었다.
링컨 대통령은 해방된 노예에 대해 노예 소유주에게 보상해야 한다고 주장했다. 1862년 3월 6일, 링컨 대통령은 미국 의회에 보내는 메시지에서 "노예제의 점진적인 폐지를 채택할 수 있는 모든 주"에게 "그러한 체제 변화로 인한 공적 및 사적 불편에 대한 보상"을 위한 "금전적 지원"을 제공해야 한다는 공동 결의안을 채택할 것을 제안했다. 의회는 이 결의안을 채택했다. 1862년 7월 12일, 링컨 대통령은 켄터키, 메릴랜드, 델라웨어, 미주리의 4개 경계주 출신 의원들과 회의에서 각 주가 노예 소유주에게 보상하는 해방 법안을 채택하도록 촉구했다. 1862년 7월 14일, 링컨 대통령은 재무부가 노예 해방 보상금을 위해 주들에게 6% 이자부 채권을 발행할 수 있도록 하는 법안을 의회에 보냈다. 이 법안은 표결에 부쳐지지 않았다.
1862년 9월 22일에 발표된 예비 노예 해방 선언에서 링컨은 "다음 의회 회의에서... 미합중국에 반란 중인 상태가 아닌 모든 소위 노예 주들, 그리고 그 주들이 자발적으로 즉각적 또는 점진적인 노예제 폐지를 채택했거나 앞으로 채택할 수 있는 주들에 금전적 지원을 제공할 것을 다시 권고하는 것이 내 목적이다."라고 명시했다.
1862년 12월 1일 의회에 보낸 연례 메시지에서 링컨은 1900년 이전에 노예제를 자발적으로 폐지하는 모든 주에 연방 보상을 제공하는 헌법 수정안을 제안했다. 이 보상은 이자 발생 미국 국채 형태였다. 또한 "채권을 수령하고 ... 그 후에 노예제를 재도입하거나 용인하는 주는 그렇게 수령한 채권 또는 그 가치, 그리고 지불된 모든 이자를 미국에 환불해야 한다."고 명시했다. 주들에게 노예제를 재도입할 선택권을 부여했다는 것은 링컨이 노예제가 영구적으로 끝나지 않아도 전쟁을 끝내도록 제안하고 있었음을 의미한다.
1865년 햄프턴 로즈 회담까지 링컨은 남부 연합 지도자들과 만나 해방된 노예들에 대한 보상으로 약 5억 달러의 "공정한 배상금"을 제안했다.

### 식민지화

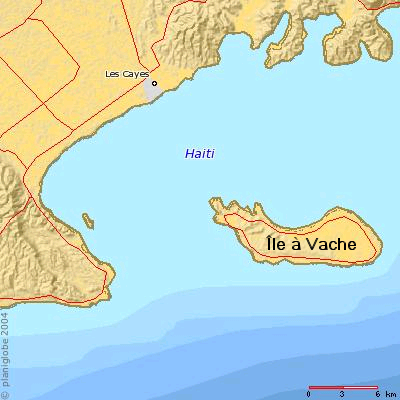
링컨 재임 중 실패한 여러 식민지화 시도 중 하나는 아이티 연안의 일아바슈섬이었다.

많은 자칭 온건파들과 마찬가지로 에이브러햄 링컨은 아프리카계 미국인들의 미국 밖, 특히 라이베리아로의 자발적인 식민지화(재정착)를 지지했다. 역사가들은 그의 동기에 대해 논쟁을 벌여왔으며, 제임스 맥퍼슨, 데이비드 레이놀즈, 앨런 겔조와 같은 학자들은 링컨이 노예 해방 선언에 대한 인종 차별적 우려를 완화하기 위해 자유인들의 식민지화를 옹호했다고 주장한다. 그러나 필립 W. 매그네스, 리처드 블랙켓, 필립 팔루단, 마크 E. 닐리 주니어와 같은 다른 역사가들은 링컨의 식민지화 활동 대부분이 조용하고 심지어 비밀스러웠다는 점; 역사적 인물들이 말한 것을 의미하지 않았다는 어떠한 입증되지 않은 주장에 대한 반증 가능성의 부족; 그리고 추방주의 대상 관객에게 링컨이 아프리카계 미국인의 동의를 고수했다는 것의 부적절함을 강조하며 그러한 주장에 이의를 제기했다. 남북 전쟁 시대의 흑인 식민지화에 대한 유일한 책 규모 연구의 저자인 세바스찬 N. 페이지는 링컨이 죽을 때까지 식민지화를 믿었지만, 정책이 부패, 논란, 그리고 그것이 만들어낸 불충분한 아프리카계 미국인의 관심 때문에 실패했다고 주장한다.

#### 전쟁 전 활동 (1861년까지)
1845년 미국식민협회(ACS)의 단명한 일리노이 지부 창립에 아마도 참석했던 링컨은 제30대 미국 의회 의원으로서 워싱턴 D.C.에 거주하는 동안 후자에게 기부금을 전달하는 데 도움을 주었다. 1852년, 그는 ACS 회장(헨리 클레이 시니어이자 국회의원)에 대한 추도사에서 아프리카계 미국인 재정착에 대해 처음으로 기록된 발언을 했다. 다음 해, 그는 일리노이주 스프링필드에 와서 그 주의 식민지화 운동을 재점화하려 했던 인디애나 식민지화론자 제임스 미첼을 도왔다. 1854년, 피오리아 연설에서 링컨은 식민지화 지지의 두 가지 주제를 분명히 밝혔다. 첫째, "대다수 백인"이 흑인 평등을 받아들이기를 꺼린다는 점과 둘째, 자격 부여적 언급으로, 라이베리아가 대규모 이민자 유입에 압도될 수 있다는 점이다. 따라서 그는 프랜시스 프레스턴 블레어와 그의 아들들인 프랭크와 몽고메리(1860년까지는 링컨보다 더 유명한 공화당원들)의 식민지화 프로그램을 지지했는데, 이들은 라이베리아 대신 아메리카 열대 지역에 더 가까운 목적지를 선호했다.

#### 전시 조항 (1861~62)
1861년 12월 3일, 링컨은 의회에 보낸 첫 연례 메시지(현재 국정 연설로 알려짐)에서, 비록 미국이 더 많은 영토를 획득해야 할지라도 자유 아프리카계 미국인들을 식민지화하도록 규정할 것을 의회에 조언했다. 그는 제37대 미국 의회가 워싱턴 D.C. 유상 해방법과 1862년 압수법에 자발적 식민지화 조항을 삽입하도록 장려했는데, 그러한 조항이 포함되지 않으면 법안에 서명하지 않을 것임을 암시했다. 의회가 이 법안을 통과시키자, 식민지화 기금으로 60만 달러를 강화하여, 링컨은 그의 오랜 협력자인 제임스 미첼을 미국 내무부 내의 임시직에 임명했다. 그들은 함께 1862년 8월 14일 흑인 워싱턴 주민 대표단과의 유명한 회의를 주선했는데, 이 회의에서 링컨은 "노예 제도와 유색 인종이 없다면 전쟁은 존재할 수 없을 것이다. 그러므로 우리 둘 다 분리되는 것이 더 낫다."라고 말했다. 남북 전쟁 역사가 조나단 W. 화이트는 이 회의에 대해 "링컨 대통령 재임 기간 중 이 순간만큼 유감스러운 순간은 거의 없다.... 링컨의 말은 끔찍하게 거만했다."라고 썼다. 링컨의 전기 작가 마이클 벌링게임은 링컨의 방문객들에게 한 발언에 대해 "놀랍도록 공감적"이라는 한 진술을 발견하며 더 긍정적인 견해를 취했다.
1862년 9월 말 열린 세 차례의 내각 회의에서 링컨은 법무장관 에드워드 베이츠의 강제 식민지화 제안을 거부했지만, 1862년 12월 1일 자신의 두 번째 연례 메시지에서 흑인 재정착을 촉진하기 위한 미국 헌법 개정안을 통과시켜 줄 것을 의회에 요청하기로 결정했다. 의원들의 반응 부족으로 링컨은 이후 식민지화에 대한 공개적인 침묵을 지켰지만, 그는 두 차례에 걸쳐 조용히 식민지화 계획을 계속 추진했다.

#### 1차 계획: 라틴 아메리카의 "계약 식민지" (1861~1864)
대통령의 가장 잘 알려진 두 식민지화 프로젝트인 치리키주의 링코니아(Linconia, 오늘날의 파나마에 위치)와 아이티의 일아바슈섬은 모두 개발의 다른 단계에서 실패했는데, 이는 링컨이 처음에 사적 이익을 가진 주권 국가보다는 미국 기반의 양허를 통해 식민지화를 추구하는 경향이 있었기 때문이었다.
1861년 10월부터 1년 이상 링컨은 현재 파나마의 외곽 지역인 콜롬비아의 치리키 지역에 흑인 식민지를 세우기를 희망했다. 정착민들은 미국 해군에 석탄을 공급하기 위해 채굴하고, 심지어 대서양에서 태평양으로의 지협 통과를 확보할 수도 있었다. 대통령은 캔자스 주 상원의원 새뮤얼 포메로이를 원정대를 이끌고 자신과 합류하기 위해 지원한 13,700명의 아프리카계 미국인 중에서 개척자를 선택하도록 임명했다. 링컨은 또한 문제의 토지 임차인인 앰브로즈 W. 톰슨과 수만 명의 아프리카계 미국인이 이민할 수 있도록 허용하는 계약을 체결했다. 내무장관 케일럽 B. 스미스도 포메로이에게 식민지화 기금에서 25,000달러를 지급하여 운송 및 장비 비용을 지불하도록 했다.
링컨은 1862년 10월 초, 단 한 척의 배도 항해하기 전에 프로젝트를 중단했는데, 표면적으로는 중앙아메리카 정부의 외교적 항의 때문이었지만, 실제로는 콜롬비아 내전으로 인한 불확실성 때문이었다. 대통령은 아프리카계 미국인 이민을 위해 콜롬비아와 조약을 체결하도록 의회가 규정함으로써 이러한 합병증을 극복하기를 희망했지만, 1863년 새해에 이해관계자들이 개인적인 친구인 리처드 W. 톰슨뿐만 아니라 새로운 내무장관 존 P. 어셔도 포함되어 있다는 것을 알게 되자 치리키 프로젝트를 보류했다.
대신 1862년 새해 전야에 링컨은 뉴올리언스 사업가 버나드 코크와 아이티 연안의 섬인 일아바슈섬에 식민지를 건설하기로 합의했다. 백악관은 이후 코크보다 더 신뢰할 수 있는 파트너와 계약을 다시 체결했지만, 새로운 계약자들은 코크를 정착촌의 감독관으로 유지했으며, 이를 위해 400명 이상의 해방된 노예들이 버지니아주 먼로 요새에서 항해했다. 섬의 열악한 주거 환경, 천연두 발발, 그리고 행정부와 계약자들 사이의 끊임없이 커지는 불신은 식민지를 망쳤다. 1864년 2월, 링컨의 지시로 전쟁부 장관 에드윈 M. 스탠턴은 생존자들을 구출하기 위해 배를 파견했다.

#### 2차 계획: 유럽 서인도 제도로의 이민 (1862~1864)
"계약 식민지"의 비평가인 이민 위원 제임스 미첼은 에이브러햄 링컨에게 영국령 온두라스(벨리즈)와 전반적인 영국령 서인도 제도로의 아프리카계 미국인 이민을 장려하도록 권장했다. 별도로, 네덜란드 주재 미국 장관 제임스 셰퍼드 파이크는 네덜란드령 서인도 제도(수리남)로의 흑인 재정착을 위한 조약을 협상했다. 링컨은 비교적 안정적인 유럽 제국들과 거래함으로써 이전에 사적 이익과 맺었던 계약에서 발생한 문제 중 일부를 피할 수 있다고 믿었다.
링컨은 1863년 6월 13일 영국령 온두라스의 존 호지(John Hodge)와 협정을 체결했는데, 이 협정은 식민지 대리인들이 필라델피아, 뉴욕, 보스턴의 승인된 항구에서 전 노예들을 모집하여 벨리즈로 수송하는 것을 허용했다. 그해 말 내무부는 식민지화를 지지하는 자유 아프리카계 미국인 서기인 존 윌리스 메나드를 파견하여 정부를 위해 해당 부지를 조사하게 했다. 이 계획은 존 어셔(John Usher)가 헨리 하이랜드 가넷의 아프리카 문명 협회의 잠재적 개척자들에게 자금을 내주기를 거부하고 영국 식민지부가 남부 연합이 이를 적대 행위로 간주할 것을 우려하여 "밀수품" 자유민의 모집을 금지하면서 흐지부지되었다.

#### 식민지화의 최종 처리 (1864~65)
링컨이 식민지화를 언제 포기했는지에 대한 문제는 역사가들 사이에서 논쟁을 불러일으켰다. 정부는 1864년 초 일아바슈섬 생존자 구출 이후 더 이상 식민지를 지원하지 않았고, 의회는 그해 7월 대부분의 식민지화 자금을 폐지했다.
링컨은 대통령 재임 마지막 2년 동안 이 문제에 대해 직접 작성한 진술을 남기지 않았다. 1864년 7월 1일자 대통령 비서 존 헤이의 일기 항목에는 링컨이 식민지화를 "포기"했다고 주장하지만, 그 변화를 철학적 이탈보다는 부패한 계약자들에 대한 대통령의 불만 때문으로 돌리고 있다. 1864년 가을, 링컨은 에드워드 베이츠 법무장관에게 1862년 법률이 자금 손실에도 불구하고 식민지화를 계속 추진하고 미첼의 서비스를 유지할 수 있도록 허용하는지 문의했다. 벤저민 F. 버틀러 장군은 링컨이 1865년, 암살 며칠 전 그에게 다가와 파나마에서 식민지화를 재개하는 것에 대해 이야기했다고 주장했다. 20세기 중반 이래로 역사가들은 버틀러의 주장의 타당성에 대해 논쟁해 왔다. 버틀러는 사건 수년 후에 이를 작성했고, 장군으로서 자신의 능력을 과장하는 경향이 있었기 때문이다. 최근 발견된 문서에 따르면 버틀러와 링컨은 실제로 1865년 4월 11일에 만났지만, 그들이 식민지화에 대해 이야기했는지 여부와 정도는 버틀러의 기록 외에는 기록되어 있지 않다.
해군장관 기드온 웰스의 전후 기사에서는 링컨이 두 번째 임기에서 식민지화를 재개할 의도였다고 시사했다.

### 시민권과 제한적 참정권
대통령으로 두 번째 임기를 시작한 1865년 4월 11일, 링컨은 마지막 공개 연설을 했다. 이 연설에서 링컨은 처음으로 일부 흑인에 대한 투표권을 공개적으로 지지하며, "유색인에게 선거권이 주어지지 않은 것이 일부에게는 불만족스러울 것이다. 나는 지성인과 우리 대의를 위해 군인으로 봉사하는 사람들에게 지금 그것이 부여되는 것을 선호한다."라고 말했다. 남부 출신이자 노골적인 남부 연합 지지자였던 존 윌크스 부스는 이 연설에 참석했고, 링컨이 흑인의 시민권을 지지하는 것에 분노하여 링컨을 살해하기로 결심했다. 부스는 3일 후 링컨을 암살했다.
역사가 유진 H. 베르방어(Eugene H. Berwanger)는 링컨의 입장을 분석하며 다음과 같이 언급한다.
대통령 재임 기간 동안 링컨은 연방 정부가 노예제를 파괴하고 흑인 참정권의 대의를 진전시키는 데 도움이 되는 합리적인 과정을 택했다. 4년 전 두 개혁 모두를 부인했던 사람에게 링컨의 태도 변화는 빠르고 단호했다. 그는 개방적이었으며 전후 시대의 국가적 요구에 대한 통찰력이 있었다. 일단 원칙에 전념하면 링컨은 꾸준하고 단호한 진전으로 나아갔다.

## 아프리카계 미국인에 대한 견해
위대한 해방자로 알려진 링컨은 인종에 대한 자신의 견해와 씨름했던 복잡한 인물이었다. 시대가 변함에 따라, 링컨의 아프리카계 미국인에 대한 견해는 세대마다 다르게 해석되어 왔다. 헨리 루이스 게이츠 주니어에 따르면: "20세기 신념과 기준을 1858년의 미국에 적용하여 에이브러햄 링컨을 '인종차별주의자'라고 선언하는 것은 링컨이 시민권과 인권을 진전시키는 데 있어 진정한 역할을 불공정하게 왜곡하는 잘못된 공식이다. 그의 시대의 기준에 따르면, 링컨의 인종과 평등에 대한 견해는 진보적이었고, 실제로 수년 동안 사람들의 마음, 정책, 그리고 가장 중요하게는 마음을 변화시켰다."
링컨의 주요 청중은 백인 (남성) 유권자들이었다. 링컨의 노예제, 인종 평등, 아프리카계 미국인 식민지화에 대한 견해는 종종 혼합되어 나타난다. 1858년 스티븐 A. 더글러스와의 토론에서 링컨은 "백인과 흑인 인종 간의 신체적 차이...는 두 인종이 사회적, 정치적 평등의 조건으로 함께 사는 것을 영원히 금지할 것"이라고 말했다. 그는 "우월과 열등의 위치가 있어야 하며, 나는 다른 어떤 사람 못지않게 우월한 위치를 백인에게 부여하는 것을 선호한다."라고 덧붙였다. 1862년 8월 22일, 그는 백악관으로 초대한 다섯 명의 흑인 대표단에게 이렇게 말했다:
당신과 우리는 다른 인종입니다. 우리 사이에는 거의 다른 두 인종 사이에 존재하는 것보다 더 넓은 차이가 있습니다. 그것이 옳고 그른지는 논의할 필요가 없지만, 이 신체적 차이는 우리 둘 모두에게 큰 불이익입니다. 내 생각에 당신의 인종은 우리 가운데 살면서 많은 고통을 겪고 있고, 우리 인종은 당신의 존재로 인해 고통받고 있습니다. 한마디로 우리는 서로 고통받고 있습니다.
미국 남북 전쟁이 진행되는 동안, 대통령으로서 링컨은 노예 해방 선언과 아프리카계 미국인에 대한 제한된 선거권을 포함하여 이전에 반대했던 반노예 정책을 옹호하거나 시행했다. 전 노예이자 주요 노예 폐지론자였던 프레더릭 더글러스는 링컨이 "백인 동포들의 흑인에 대한 편견"을 공유했다고 단언했지만, 또한 링컨에 대해 "그와 함께 있을 때, 나는 나의 보잘것없는 출신이나 인기 없는 피부색을 상기한 적이 없다"고 언급했다. 더글러스에 따르면, 링컨은 "주로 백인의 대통령"이었으며, 또한 "단연코 흑인의 대통령이었다. 인간으로서 그들의 권리를 존중한 첫 번째 인물이었다."
더글러스는 링컨이 자신과 다른 흑인들을 진정으로 존경했으며, 연방 보존(대통령으로서의 맹세한 의무)과 노예 해방을 모두 달성한 링컨의 행동이 현명했음을 증언했다. 1876년 에이브러햄 링컨 기념 해방 노예 기념비(나중에 노예 해방 기념물로 개명됨) 제막식 연설에서 그는 링컨의 행동을 옹호했다.

그의 위대한 사명은 두 가지를 성취하는 것이었습니다. 첫째, 그의 조국을 분열과 파멸에서 구하는 것이었고, 둘째, 그의 조국을 노예제라는 거대한 죄악에서 해방시키는 것이었습니다. 이 둘 중 하나 또는 둘 다를 행하기 위해, 그는 충성스러운 동포들의 진심 어린 공감과 강력한 협력이 필요했습니다. 이러한 기본적이고 필수적인 성공 조건 없이는 그의 노력은 헛되고 완전히 무익했을 것입니다. 만약 그가 연방을 구원하기 전에 노예제 폐지를 우선시했다면, 그는 필연적으로 강력한 미국인 계층을 자신에게서 멀어지게 하여 반란에 대한 저항을 불가능하게 만들었을 것입니다.
진정한 노예 폐지론자의 관점에서 보면, 링컨은 느리고, 냉정하며, 둔감하고, 무관심해 보였습니다. 그러나 그의 나라의 정서, 즉 정치가로서 그가 고려해야 할 의무적인 정서로 그를 측정한다면, 그는 빠르고, 열성적이며, 급진적이고, 단호했습니다....

전체적으로 그를 평가하고, 그의 앞에 놓인 엄청난 과업의 규모를 고려하며, 목표에 필요한 수단을 생각하고, 처음부터 끝까지 전체 과정을 조망할 때, 무한한 지혜는 아브라함 링컨보다 그의 사명에 더 잘 맞는 사람을 세상에 거의 보내지 않았습니다.:11
과거에 링컨은 스프링필드 (일리노이주)의 중산층, 인종 혼합 동네에 살았다; 그의 오랜 이웃 중 한 명인 제이머슨 젠킨스(노예로 태어났을 수도 있는)는 노스캐롤라이나에서 왔으며, 1850년대에 스프링필드의 지하철도 (비밀결사) 안내원으로 공개적으로 연루되어 도망 노예를 숨겨주었다. 1861년, 대통령 당선인 링컨은 스프링필드를 마지막으로 떠나기 전 고별 연설을 하기 위해 젠킨스에게 기차역까지 태워달라고 요청했다. 링컨과 함께 워싱턴으로 간 사람은 자유 아프리카계 미국인 윌리엄 존슨으로, 여행 동안 시종, 전달자, 보디가드 역할을 했다.  존슨은 이후 백악관에서 고용되었고 나중에는 재무부에서 전달자로 일했다. 두 사람은 서로에게 부탁을 주고받았다.  존슨이 링컨에게서 전염되었을 것으로 추정되는 열병에 걸려 1864년 사망하자, 링컨은 존슨 가족의 빚을 갚고 알링턴 국립묘지에 그의 매장 및 묘비 비용을 지불했다.
링컨이 백악관에 도착했을 때 그는 생애 처음으로 그곳에 고용된 많은 자유 아프리카계 미국인 공동체 안에 살았다. 많은 이들이 이전에 노예였거나 노예의 후손이었으며, 자유인으로서 그들의 성공은 링컨 자신의 생각에 영향을 미쳤을 수 있다.  링컨은 이 직원들에게 "특별한 보살핌과 배려"를 보였고, 놀랍게도 링컨이 그들을 "사람처럼" 대했다고 언급되었다. "그는 '우리 유색인종을 동정했다'고 한 전직 하인은 말했고, '우리는 그를 사랑했다.'" 백악관 안내원 윌리엄 슬레이드는 "친한 친구"가 되었으며, 링컨이 그의 글과 연설의 일부, 아마도 노예 해방 선언의 초안을 검토해 달라고 가장 먼저 요청하는 사람이었다.

## 같이 보기
- 링컨의 잃어버린 연설
- 조지 워싱턴과 노예 제도
- 토머스 제퍼슨과 노예 제도
- 존 퀸시 애덤스와 노예제 폐지 운동
- 시민권 운동 연표

## 더 읽어보기
- Black, William R. (2018년 2월 12일). “Abraham Lincoln's Secret Visits to Slaves”. 《디 애틀랜틱》.
- Belz, Herman (1997). 《Abraham Lincoln, Constitutionalism, and Equal Rights in the Civil War Era》. Fordham University Press.
- Burlingame, Michael (2021). The Black Man's President: Abraham Lincoln, African Americans, & the Pursuit of Racial Equality. Pegasus Books.
- Burton, Orville Vernon (2008). 《The Age of Lincoln》. Hill and Wang.
- Carwardine, Richard (2006). Lincoln: A Life of Purpose and Power. New York: Alfred A. Knopf.
- Chaput, Erik J. "The Bitter Fruit of Freedom: Struggles over Land, Labor, and Citizenship in the Age of Emancipation." Reviews in American History 44.1 (2016): 118-125. ResearchGate JSTOR
- Cox, LaWanda. Lincoln and Black Freedom: A Study in Presidential Leadership. University of South Carolina Press, 1981.
- Crofts, Daniel W. Lincoln and the Politics of Slavery: The Other Thirteenth Amendment and the Struggle to Save the Union. University of North Carolina Press, 2016.
- Danoff, Brian. "Lincoln and the 'Necessity' of Tolerating Slavery before the Civil War." Review of Politics 77.1 (2015): 47–71 online.
- Dirck, Brian R., ed. Lincoln Emancipated: The President and the Politics of Race (Northern Illinois University Press (2007).
- Donald, David H. (1995). 《Lincoln》. Simon & Schuster.
- Escott, Paul D. (2009). 《"What Shall We Do with the Negro?": Lincoln, White Racism, and Civil War America》. 버지니아 대학교 Press. ISBN 978-0-8139-2786-2.
- Finkelman, Paul (2010). 《Lincoln and Emancipation: Constitutional Theory, Practical Politics, and the Basic Practice of Law》. 《Journal of Supreme Court History》 35. 243–266쪽. doi:10.1111/j.1540-5818.2010.01249.x. S2CID 143921210.
- Fredrickson, George M. (2008). 《Big Enough to Be Inconsistent: Abraham Lincoln Confronts Slavery and Race》. The W. E. B. Du Bois Lectures series. 하버드 대학교 출판부. ISBN 9780674027749. Review
- Guelzo, Allen C. (2004). 《Lincoln's Emancipation Proclamation: The End of Slavery in America》. Simon & Schuster. ISBN 0-7432-2182-6.
- Guelzo, Allen C. (1999). 《Abraham Lincoln: Redeemer President》. Wm. B. Eerdmans Publishing Company. ISBN 9780802838728. Second edition, 2022. Wm. B. Eerdmans Publishing Company. ISBN 978-0-8028-7858-8
- Guelzo, Allen C. (2002). 《Defending Emancipation: Abraham Lincoln and the Conkling Letter, 1863》. 《Civil War History》 48. 313–337쪽. doi:10.1353/cwh.2002.0056. S2CID 145742371.
- Guelzo, Allen C. (Winter 2004). 《How Abe Lincoln Lost the Black Vote: Lincoln and Emancipation in the African American Mind》. 《Journal of the Abraham Lincoln Association》 25. 1–22쪽.
- Holzer, Harold (2004). 《Lincoln at Cooper Union: The Speech That Made Abraham Lincoln President》. Simon & Schuster. ISBN 978-0-7432-9964-0.
- Holzer, Harold and Sara Vaughn Gabbard. Lincoln and Freedom: Slavery, Emancipation, and the Thirteenth Amendment. Southern Illinois University Press, 2007.
- Holzer, Harold. Emancipating Lincoln: The Proclamation in Text, Context, and Memory. Harvard University Press, 2012.
- Jones, Howard (1999). 《Abraham Lincoln and a New Birth of Freedom: The Union and Slavery in the Diplomacy of the Civil War》. 네브래스카 대학교 Press.
- Kendrick, Paul, and Kendrick, Stephen (2007). Douglass and Lincoln: How a Revolutionary Black Leader and a Reluctant Liberator Struggled to End Slavery and Save the Union. Bloomsbury Publishing USA.
- Klingaman, William K. (2001). 《Abraham Lincoln and the Road to Emancipation, 1861–1865》. Penguin Books. ISBN 9780670867547.
- Lind, Michael (2004). 《What Lincoln Believed: The Values and Convictions of America's Greatest President》. Anchor Books. ISBN 978-1-4000-3073-6.
- McPherson, James M. (1991). 《Abraham Lincoln and the Second American Revolution》. 옥스퍼드 대학교 출판부. ISBN 978-0-19-505542-9.
- Manning, Chandra (Winter 2013). 《The Shifting Terrain of Attitudes Toward Abraham Lincoln and Emancipation》. 《Journal of the Abraham Lincoln Association》 34. 18–39쪽.
- Oakes, James. The Crooked Path to Abolition: Abraham Lincoln and the Antislavery Constitution. W. W. Norton & Co., 2021.
- Oakes, James. The Scorpion's Sting: Antislavery and the Coming of the Civil War. W. W. Norton & Co., 2014.
- Oakes, James. Freedom National: The Destruction of Slavery in the United States, 1861–1865. W. W. Norton & Co., 2012.
- Page, Sebastian N. Black Resettlement and the American Civil War. Cambridge University Press, 2021.
- Quarles, Benjamin. Lincoln and the Negro. Oxford University Press, 1962.
- Striner, Richard. Lincoln and Race. Southern Illinois University Press, 2012.
- Vorenberg, Michael (2004). 《Final Freedom: The Civil War, the Abolition of Slavery, and the Thirteenth Amendment》. Cambridge University Press.
- White, Jonathan W. A House Built by Slaves: African American Visitors to the Lincoln White House. Rowman & Littlefield, 2022.

### 1차 자료
- Johnson, Michael P., ed. Abraham Lincoln, Slavery, and the Civil War: Selected Writing and Speeches (Macmillan Higher Education, 2010).
- Clay, Henry; Douglas, Stephen (1860). 《Abraham Lincoln's Record on the Slavery Question》. Baltimore.
- Gates, Jr., Henry Louis, ed. Lincoln on Race & Slavery (Princeton University Press, 2009).